# Schwarzrückentamarin
Der Schwarzrückentamarin (Leontocebus nigricollis, Syn.: Saguinus nigricollis) ist eine Primatenart aus der Familie der Krallenaffen (Callitrichidae). 

## Merkmale
Schwarzrückentamarine erreichen eine Kopfrumpflänge von rund 22 Zentimetern, wozu noch ein 35 Zentimeter langer Schwanz kommt. Ihr Gewicht beträgt etwa 390 bis 480 Gramm. Ihr Fell ist vorwiegend schwarz gefärbt, auch am Kopf, an den Gliedmaßen und am Schwanz. Der hintere Teil des Rumpfes ist hingegen rötlich, die Schnauze ist weiß-grau gefärbt. Wie bei allen Krallenaffen befinden sich an den Fingern und Zehen (mit Ausnahme der Großzehe) Krallen statt Nägel. 

## Verbreitung, Lebensraum und Unterarten

Das Verbreitungsgebiet des Schwarzrückentamarins

Schwarzrückentamarine leben im Nordwesten des Amazonasbeckens in Südamerika. Das Verbreitungsgebiet liegt im südlichen Kolumbien, nördlichen Peru und im äußersten Nordwesten Brasiliens, die Grenzen sind aber nicht genau bekannt. Ihr Lebensraum sind Wälder, wobei sie Waldformen mit dichtem Unterholz bevorzugen.
Es werden drei Unterarten unterschieden, die sich geringfügig in ihrer Fellfärbung unterscheiden.
- der Spix-Schwarzrückentamarin (Leontocebus nigricollis nigricollis), zwischen Río Putumayo, Río Napo und Amazonas
- der Rio-Napo-Tamarin oder Graells-Tamarin (Leontocebus nigricollis graellsi), am oberen Río Caquetá und oberen Río Putumayo bis zum nördlichen Ufer des Río Napo
- der Hernández-Camacho-Schwarzrückentamarin (Leontocebus nigricollis hernandezi), im kolumbianischen Departament Meta zwischen Río Caquetá und der Cordillera Oriental (östliche Gebirgskette der Anden)

## Lebensweise
Diese Primaten sind wie alle Krallenaffen tagaktiv, in der Nacht schlafen sie im Pflanzendickicht. Sie sind Baumbewohner, die sich auf allen vieren fortbewegen, aber auch gut springen können. Sie leben in Gruppen von 2 bis 8 (manchmal bis zu 15) Tieren, Gruppen setzen sich aus mehreren Männchen und Weibchen sowie den dazugehörigen Jungtieren zusammen. Innerhalb einer Gruppe lässt sich kaum aggressives Verhalten beobachten. Gruppen bewohnen feste Reviere von 30 bis 50 Hektar.
Die Nahrung dieser Tiere setzt sich vorwiegend aus Insekten und Früchten zusammen, daneben fressen sie auch noch anderes Pflanzenmaterial wie Samen, Blüten und Nektar.

## Fortpflanzung
Innerhalb einer Gruppe pflanzt sich nur das dominante Weibchen fort, der Eisprung der anderen Weibchen ist unterdrückt. Das dominante Weibchen pflanzt sich mit allen Männchen der Gruppe fort (Polyandrie). Nach rund 140 Tagen kommen meist zweieiige Zwillinge zur Welt. Hauptsächlich die Männchen kümmern sich um die Jungtiere (manchmal auch die anderen Weibchen), sie tragen sie und geben sie der Mutter nur zum Säugen. Ab einem Monat beginnt das Entwöhnen, die Geschlechtsreife tritt am Ende des zweiten Lebensjahres ein.
Die Lebenserwartung beträgt bis zu 14 Jahre.

## Gefährdung
In Teilen ihres Verbreitungsgebietes sind Schwarzrückentamarine von Waldrodungen bedroht, insgesamt ist die Art aber weit verbreitet und gilt laut IUCN als „nicht gefährdet“ (least concern).